# Goodluck Jonathan
Goodluck Jonathan (* 20. listopadu 1957) je nigerijský politik a bývalý viceprezident a zastupující prezident Nigérie. Čtrnáctým prezidentem federace Nigérie se stal 6. května 2010 po smrti svého předchůdce Umaru Yar'Aduy. Prezidentem zůstal do května 2015, kdy byl nahrazen vítězem voleb Muhammadu Buharim.
Od 9. prosince 2005 do 28. května 2007 byl guvernérem státu Bayelsa v Nigérii. O den později, 29. května 2007, byl jmenován viceprezidentem Federální republiky Nigérie.

## Životopis
Jonathan se narodil v Otueke, Ogbia ve východním regionu, později součásti státu Rivers, v současnosti státu Bayelsa. Vystudoval Second Class Honours, Upper Division a promoval z něj jako bakalář zoologie (B.Sc.). Také má titul M.Sc. z hydrobiologie a doktorát (Ph.D.) v zoologii z University of Port Harcourt.
Je ženatý s Patience Faka Jonathanovou a má dvě děti.

## Politická kariéra

### Guvernér státu Bayelsa
Jonathan, předtím zástupce guvernéra státu Bayelsa, nahradil guvernéra Diepreye Alamieyeseigha, který byl obžalovaný a poté obviněný ve Velké Británii z praní špinavých peněz. V září 2006 byla Jonathanova manželka obviněna národní protikriminální agenturou, Komisí pro ekonomické a finanční zločiny, ze spoluúčasti na praní špinavých peněz.

### Boj o pozici prezidenta
V prosinci 2006 byl Jonathan vybrán vládnoucí stranou PDP jako spolukandidát Umara Yar'Aduy. V roce 2007 společně uspěli ve volbách. 20. dubna 2007, krátce před volbami, proběhl v Bayelsii útok popisovaný policií jako pokus o vraždu Jonathana.

### Viceprezident
Následoval spor o voličském vítězství strany PDP. 16. května 2007 pak odpůrci vyhodili do povětří venkovské sídlo Jonathana, při útoku zemřeli dva policisté. Jonathan tam v tu dobu nebyl.
Poté, co převzal úřad, Yar'Adua veřejně přiznal své jmění a 8. srpna 2007 udělal to samé Jonathan. Podle Jonathana činilo celkově do 30. května 2007 jeho jmění 295 304 420 nair (8 569 662 dolarů).

### Prezident
23. listopadu 2009 opustil prezident Umaru Yar'Adua Nigérii kvůli svým zdravotním problémům se srdcem. Nepověřil však nikoho, kdo by převzal jeho úřad. 13. ledna federální soud přidělil viceprezidentu Jonathanovi právní moc jednat ve státních záležitostech v prezidentské nepřítomnosti. 22. ledna 2010 nigerijský nejvyšší soud rozhodl, že federální ministerstvo má 14 dní, aby rozhodlo o tom, zda je prezident Yar'Adua „neschopný vykonávat jeho funkci v úřadech“.
9. února 2010 senát rozhodl, že prezidentská pravomoc má být přenesena na viceprezidenta. Bude plnit úkol jako prezident se všemi souvisejícími pravomocemi, dokud se Umaru Yar'Adua nevrátí zpět v plném zdraví. Opozičními právníky a zákonodárci byl tento verdikt nazván jako „převrat beze slova“. Nigerijská ústava vyžadovala ručně psaný dopis prezidenta uvádějící, že není schopen plnit úřední úkoly nebo poslat lékařský tým, aby prozkoumal jeho zdraví, avšak tyto požadavky nebyly splněny.
5. května 2010 prezident Umaru Yar'Adua zemřel a zastupující prezident Goodluck Jonathan složil přísahu prezidenta. Stal se tak 14. prezidentem federace Nigérie.

## Vyznamenání
- velkostuha Řádu liberijských průkopníků – Libérie, 2011[1]
- velkokomtur Řádu welwitschie podivné – Namibie, 2014[2]
- velkokříž Národního řádu Pobřeží slonoviny – Pobřeží slonoviny